# Humorale Immunantwort
Als Humorale Immunantwort

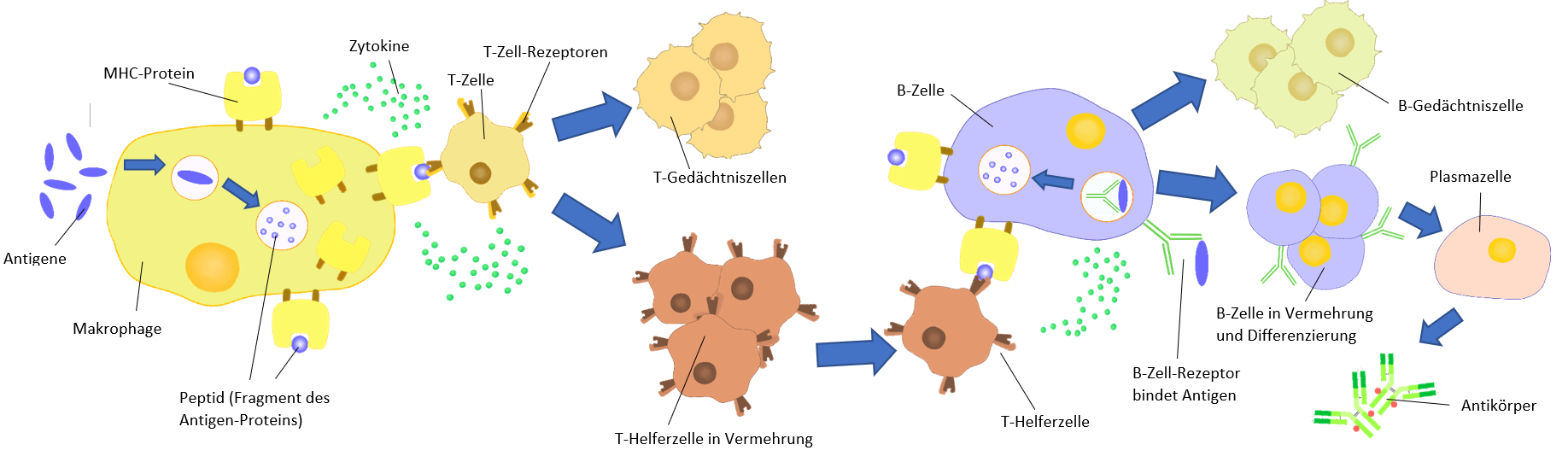
Schematischer Ablauf der humoralen Immunantwort

(von lat. [h]umor = Feuchtigkeit auch Saft, Flüssigkeit) wird der Teil der Immunantwort des Körpers bezeichnet, der durch die nichtzellulären Bestandteile von Körperflüssigkeiten vermittelt wird.
Zusammen mit der zellulären Immunantwort bildet sie das Immunsystem höherer Lebewesen.
Mehrzellige Lebewesen verfügen über eine Reihe verschiedener Möglichkeiten, körperfremde Stoffe abzuwehren. So gibt es eine Vielzahl von Abwehrzellen, die dazu beitragen, dass Lebewesen nicht krank werden. Die humorale Immunantwort findet in flüssigen Medien des Körpers statt, also z. B. im Blut oder in der Lymphe, und dient der Bekämpfung von Viren und Bakterien im extrazellulären Raum.
Eine Gruppe dieser Abwehrzellen, die bei Säugetieren vorkommen, sind die Lymphozyten.
Es gibt zwei große Lymphozytenfamilien, die B-Lymphozyten und die T-Lymphozyten.
Während die T-Lymphozyten in der Lage sind, ganze Zellen oder Parasiten zu zerstören oder zu beseitigen, bedienen sich die B-Lymphozyten einer anderen Abwehrmethode. Sie produzieren Proteine, so genannte Antikörper, die sich an die Antigene binden und diese unschädlich machen.
Wenn ein B-Lymphozyt ein Antigen erkennt, werden die Strukturmerkmale des Krankheitserregers an seiner Oberfläche präsentiert. Sobald dies geschieht, vermehren und differenzieren sich die B-Lymphozyten zu Plasmazellen und B-Gedächtniszellen. Die Plasmazellen beginnen mit der Produktion spezifischer Antikörper und geben diese in die Körperflüssigkeiten ab. Diese Antikörper verbinden sich dann mit den Oberflächenproteinen des Antigens und markieren so den körperfremden Stoff.
Dies führt letztendlich zu dessen Zerstörung oder Ausscheidung.
Die humorale Immunantwort kann man grundlegend in drei Phasen unterteilen:
1. Aktivierungsphase
2. Differenzierungsphase
3. Effektorphase

Die humorale Immunantwort setzt ein, wenn eine Infektion des Körpers durch Antigene stattgefunden hat. Makrophagen befinden sich permanent in den Geweben und Gefäßsystemen auf der Suche nach Fremdkörpern.

## Aktivierungsphase

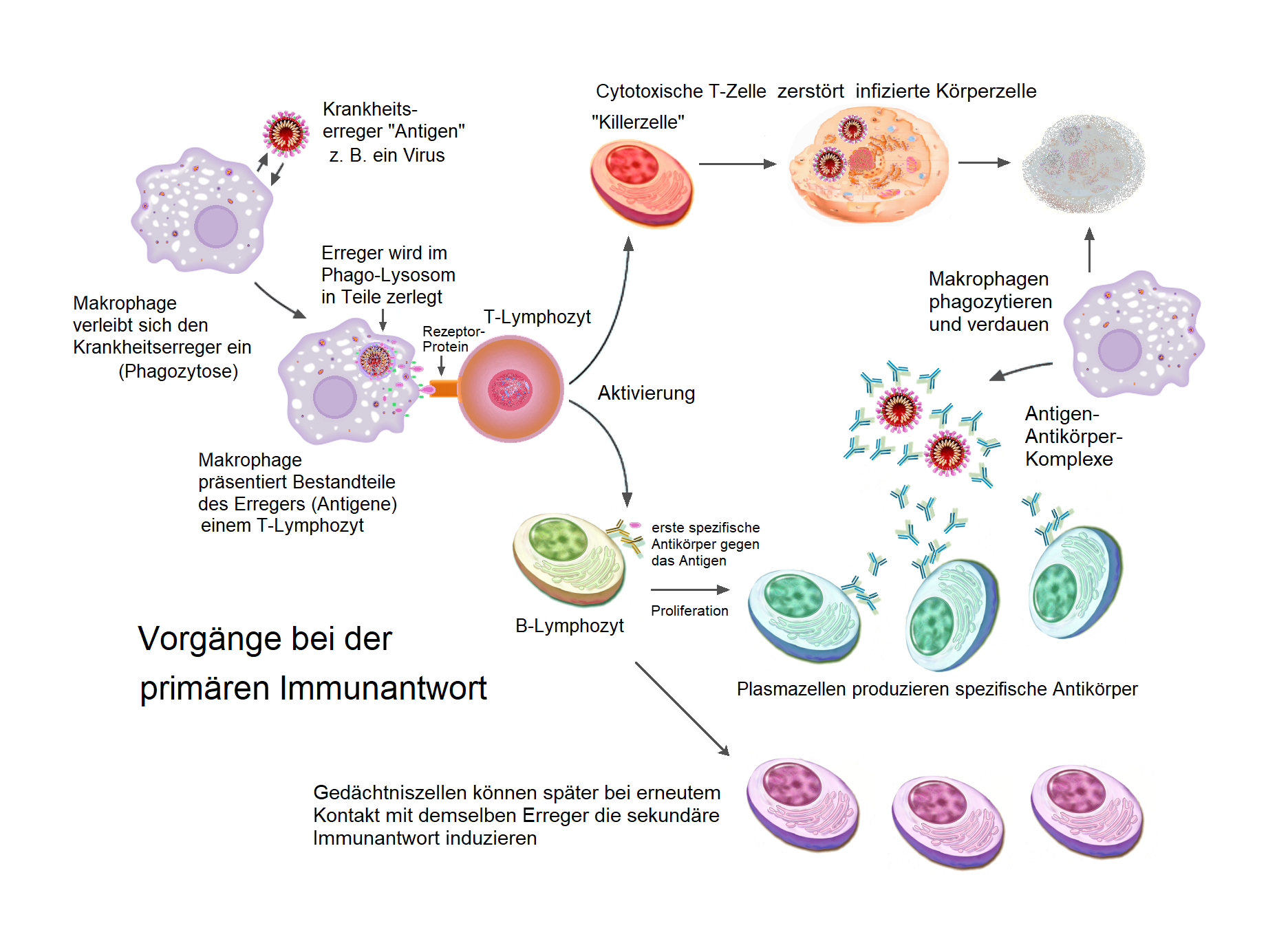
Vereinfachtes Schema der Vorgänge bei der primären Immunantwort

Wenn ein Antigen (Viren oder Bakterien) in den Körper gelangt, wird es von Makrophagen mittels Abtastung der Oberfläche als körperfremd erkannt. Daraufhin wird das Antigen von den Makrophagen zunächst umschlossen und aufgenommen (phagocytiert) und anschließend im Zellplasma enzymatisch zerlegt (lysiert).
Daraufhin präsentieren die Makrophagen Bruchstücke (Epitope) des Antigens auf der Oberfläche an den MHC-Klasse-II-Rezeptoren ihrer Zellmembran. Hier findet eine Unterscheidung zwischen körpereigenen und körperfremden Stoffen durch MHC-Klasse-II-Proteine statt (Selbst-Fremd-Unterscheidung).
Durch das Ausschütten von Cytokin IL 1 (Interleukin-1), eine Art Hormon der Makrophagen, werden die T-Helferzellen (CD4+-Zellen) dazu gebracht, mit ihren T-Zell-Rezeptoren Kontakt mit dem präsentierten Antigen auf dem MHC-Klasse-II-Rezeptor aufzunehmen. Der Kontakt wird durch CD4 verstärkt. Durch das Ausschütten von Interleukin-2 werden die nun aktivierten T-Helferzellen dazu gebracht, sich zu differenzieren. Dadurch wandeln sich auch einige T-Helferzellen in regulatorische T-Zellen um, die durch Ausschüttung spezieller Proteine die Immunantwort nach einiger Zeit beenden.

## Differenzierungsphase
Eine aktivierte T-Helferzelle nimmt Kontakt mit einem B-Lymphozyten auf, der mit Hilfe seines Immunglobulinrezeptors dasselbe Antigen (B-Epitop) erkannt hat und nun seinerseits das T-Epitop über MHC-Klasse-2 auf seiner Oberfläche präsentiert, und aktiviert diesen durch die Ausschüttung von Zytokinen. Der aktivierte B-Lymphozyt bildet B-Plasmazellen und B-Gedächtniszellen aus. Die B-Gedächtniszellen sind langlebig und sorgen bei einem sekundären Kontakt mit dem Antigen für eine schnellere und wirksamere Immunantwort. Die B-Plasmazellen produzieren Antikörper, die das Pathogen unschädlich machen. Die Produktion dieser Antikörper findet im rauen Endoplasmatischen Retikulum (ER) statt. Dort wird eine Art „Grundform“ an den Ribosomen translatiert, welche sich erst durch den Einsatz von spezifischen Enzymen, die die variablen Epitope nach Vorlage (die Epitope der Antigene) zurechtschneiden, an die Epitope der Antigene binden kann.
Vom primären Kontakt mit einem Antigen bis zum Auftreten relevanter Mengen von Antikörpern vergehen beim Menschen typischerweise mehrere Tage, in Abhängigkeit vom Antigen und vielen anderen Faktoren aber auch Wochen (Latenzzeit).

## Effektorphase
Antigen-Antikörper-Reaktion: Antikörper binden durch ihre variablen, aber spezifischen Paratope jeweils ein bestimmtes Epitop auf den Antigenen. Da ein Antikörper jeweils zwei identische Bindungsstellen besitzt, kann er bis zu 2 gleiche Antigenmoleküle binden. Besitzt umgekehrt das antigene Material mehrere antigen wirkende Stellen auf demselben Körper, kann ein großes Netzwerk (Immunkomplex, siehe auch Agglutination) aus Antigenen und Antikörpern resultieren. Dieser Komplex kann bei Beteiligung von Antigen-besetzten Zellen so groß werden, dass er nicht mehr löslich ist und ausfällt (siehe auch Hämagglutination, z. B. im Blut). Die Bildung von Immunkomplexen aktiviert das Komplementsystem. In der weiteren Folge werden Makrophagen davon angelockt, binden an die konstanten Epitope der Antikörper, nehmen Teile des Immunkomplexes durch Phagozytose auf und bauen diesen ab.